# DIY (Album)
#DIY (Abkürzung für Do It Yourself) ist das zweite Soloalbum des deutschen Hip-Hop- und Dancehall-Musikers Trettmann. Es wurde am 29. September 2017 über das Independent-Label SoulForce Records veröffentlicht.

## Produktion
Das Album wurde fast komplett von dem Berliner Musikproduzenten-Trio KitschKrieg produziert. Lediglich der Beat zu Dumplin & Callaloo wurde von Stereo Luchs produziert.

## Covergestaltung
Das Albumcover ist in Schwarz-weiß gehalten und zeigt Trettmann von der Seite. Er befindet sich vor einer grauen Mauer und trägt einen Sportanzug, Sonnenbrille und Baseballcap. Der Hintergrund ist komplett schwarz und auf Schriftzüge wurde verzichtet.

## Gastbeiträge
Auf vier der zehn Lieder des Albums sind neben Trettmann weitere Künstler vertreten. So ist GottSeiDank eine Kollaboration mit den Rappern Bonez MC und RAF Camora, während der Rapper Marteria einen Gastauftritt im Song Fast Forward hat. Auf Knöcheltief ist der Rapper Gzuz zu hören und die Rapperin Haiyti sowie der Rapper Joey Bargeld treten auf Nur noch einen in Erscheinung.

## Titelliste
| #  | Titel              | Gastmusiker          | Länge |
| -- | ------------------ | -------------------- | ----- |
| 1  | #DIY               |                      | 3:22  |
| 2  | Knöcheltief        | Gzuz                 | 3:27  |
| 3  | Grauer Beton       |                      | 3:57  |
| 4  | Billie Holiday     |                      | 3:01  |
| 5  | Dumplin & Callaloo |                      | 3:13  |
| 6  | GottSeiDank        | Bonez MC, RAF Camora | 3:42  |
| 7  | Nur noch einen     | Joey Bargeld, Haiyti | 4:33  |
| 8  | New York           |                      | 3:46  |
| 9  | Fast Forward       | Marteria             | 3:12  |
| 10 | Geh ran            |                      | 5:25  |

## Chartplatzierungen und Singles
#DIY stieg am 6. Oktober 2017 auf Platz 17 in die deutschen Albumcharts ein und belegte in den folgenden Wochen die Ränge 21 und 31. Insgesamt konnte es sich 75 Wochen in den Top 100 halten. Auch in Österreich und der Schweiz erreichte das Album die Charts auf Position 27 bzw. 29. In den deutschen Album-Jahrescharts 2018 belegte es Platz 73.
Am 1. August 2017 wurde die erste Single Knöcheltief zum Download ausgekoppelt. Sie erreichte Platz 31 der deutschen Charts, hielt sich 30 Wochen in den Top 100 und wurde für über 400.000 verkaufte Einheiten mit einer Platin-Schallplatte ausgezeichnet. Die zweite Auskopplung Grauer Beton folgte am 23. August 2017, inklusive Musikvideo und erreichte Goldstatus in Deutschland für mehr als 200.000 Verkäufe. Als dritte Single erschien am 12. September 2017 der Song GottSeiDank, der Rang 31 der Charts belegte, sich elf Wochen in den Top 100 hielt und ebenfalls mit einer Goldenen Schallplatte ausgezeichnet wurde. Am 13. März 2018 wurde zudem ein Video zum Lied Billie Holiday veröffentlicht.

## Rezeption

### Kritiken
| Professionelle Bewertungen | Professionelle Bewertungen |
| -------------------------- | -------------------------- |
| Kritiken                   |                            |
| Quelle                     | Bewertung                  |
| laut.de                    | [ 6 ]                      |
| Juice                      | [ 7 ]                      |
| rappers.in                 | [ 8 ]                      |

Das Album erhielt durchweg sehr positive Kritiken:
Anastasia Hartleib von laut.de gab #DIY mit fünf von möglichen fünf Punkten die Höchstwertung. Das Album sei „ein Meisterwerk“ und „eines von der Sorte, dessen Tragweite einen erst beim zweiten, dritten Mal trifft, dann aber mit voller Wucht“. Die Produktionen von KitschKrieg lieferten „den perfekten Soundteppich, irgendwo zwischen Pop, Nostalgie und Exotik“. Trettmann versuche nicht, „die Erfolgswelle zu reiten“, sondern mache „das für sich“ und erschaffe dabei „herzzerreißende Songs“ wie Billie Holiday oder Grauer Beton.
Auf rappers.in wurde das Album von dem Rezensenten David mit 5,5 von sechs möglichen Punkten bewertet. Er bezeichnet es als „ein einziges musikalisches Wunder“ mit einem neuartigen Soundkonstrukt. Die vorgetragenen Themen bringe Trettmann äußerst „authentisch“ rüber. Es sei „eines der spannendsten Alben 2017“ mit einem „nachhaltigen Einfluss auf Deutschrap“.
Alexander Barbian von rap.de bewertete #DIY ebenfalls positiv. Die Produktionen von KitschKrieg lieferten einen „unverkennbar klaren Sound“ „zwischen einem proportionierten Hauch von Autotune-Anwandlungen und welligen Synthie-Vibrations“. Zudem glänze das Album „durch seine kontrastreiche inhaltliche Diversität“ mit einer „extrem breiten Palette an Themen“. Trettmann stehe „trotz seiner Routine und Erfahrung, einem frisch gebackenen Newcomer in Sachen Energie und Spritzigkeit um keinen Millimeter nach“.
Auch Florian Peking von MZEE lobte in seiner Kritik, dass Trettmann und KitschKrieg mit dem Album dort ansetzten, wo sie mit ihrer letzten gemeinsamen EP aufgehört hätten. Er kommt zu dem Schluss, die Musiker hätten auf den vorherigen Veröffentlichungen bereits „ein funktionierendes Soundkonzept entwickelt, bauen dieses jedoch immer weiter aus.“ Damit sowie mit Trettmanns „authentischem Songwriting“ gelänge es ihnen, „eine eigene kreative Kerbe in die deutsche Raplandschaft“ zu schlagen.

### Auszeichnungen
#DIY erhielt bei den Hiphop.de Awards 2017 den Preis als „Bestes Album national“.
Am 18. Oktober 2018 wurde das Album mit dem Preis für Popkultur in der Kategorie „Lieblingsalbum“ ausgezeichnet. Zudem erhielt Trettmann am gleichen Abend für den Erfolg mit diesem Album eine weitere Auszeichnungen in der Kategorie „Lieblings-Solokünstler“.
Im Januar 2020 wurde #DIY für mehr als 100.000 verkaufte Einheiten in Deutschland mit einer Goldenen Schallplatte ausgezeichnet.

### Bestenlisten
laut.de listete #DIY auf Platz 1 der besten Rapalben sowie auf Rang 3 aller Alben des Jahres 2017.
Auch die Juice setzte #DIY an die Spitze der besten Deutschrap-Alben 2017.
Von rappers.in wurde #DIY in der Liste der besten deutschen Rapalben 2017 hinter Cros tru. auf Platz 2 gesetzt.